# Emiratíes
El término emiratíes (en árabe: إماراتي) se utiliza para denominar el gentilicio y la ciudadanía de las personas nacidas o establecidas en los Emiratos Árabes Unidos (EAU). La mayor concentración se encuentra en los Emiratos Árabes Unidos, donde hay 1,4 millones de emiratíes nacionalizados.
Los Emiratos Árabes Unidos está compuesto geográficamente por siete emiratos, cada uno de los cuales tenía una familia o tribu dominante o gobernante. Además, una serie de grandes tribus se asentaron en estos territorios o viajó al interior de los Emiratos Árabes Unidos, tales como los Manasir, Awamir, Mazari, Bani Qitab, Al Bu Shams, Manahil, Rashid, Al Murrah, Za'ab, Tanaij, Naqbiyin, Ghafalah y los Bani Kab. Un gran número de ellos son de otros países árabes y también algunos tienen ascendencia del sur de Asia en ellos.

## Historia
Los Emiratos Árabes Unidos son un país de reciente fundación, con una historia entrelazada con varios imperios, como los de Portugal y el Reino Unido. Los romanos también ejercieron su influencia en el Golfo Pérsico. Los portugueses fueron por un período la fuerza dominante en el Golfo Pérsico, el Imperio Safávida controló la región que comprende hoy los Emiratos Árabes Unidos durante 150 años. Durante el siglo XVI, los otomanos tomaron el control de islas y los Emiratos Árabes Unidos conocido en la historia como la "Costa pirata". En el siglo XIX, el Imperio Británico había tomado el control total del lado este de la Península arábiga y luego los denominó como Estados de la Tregua. El petróleo el dicha zona geográfica fue descubierto en 1959. Los Estados de la Tregua estaban bajo el control del Imperio Británico hasta 1971. En consecuencia, con el debilitamiento de control británico, los Estados de la Tregua se convirtió en una federación denominada como Emiratos Árabes Unidos en 1971 tras alcanzar la independencia.
El término Emiratí viene del árabe "Emir" (traducido al árabe: أمير), que significa "comandante". Cada emirato está gobernado por un emir. La tribu Bani Yas es la base de muchos clanes dentro de los Emiratos Árabes Unidos.

## Cultura
La cultura emiratí se basa en la cultura árabe y ha sido influenciada por la religión del Islam. La influencia árabe en la cultura de los Emiratos Árabes es notablemente visible en la arquitectura tradicional de las ciudades y poblados del país. Desde el siglo XX, el país se ha vuelto más cosmopolita y los aspectos de la cultura occidental son muy visibles.

### Valores
La influencia de la cultura islámica en los Emiratos Árabes Unidos en la arquitectura, la música, la vestimenta, gastronomía y estilo de vida es muy importante también. Cinco veces al día, los musulmanes están llamados a la oración desde los minaretes de las mezquitas que se encuentran dispersos por todo el país.
Algunos educadores orientales y académicos culturales han declarado que la suntuosidad y algunas extravagancias es una característica de la nación árabe.

### Música y danza
La música de los Emiratos Árabes Unidos se deriva de la tradición marinera en el Golfo Pérsico. Los distintivos bailes y canciones de los pescadores también son bien conocidas en la región. La música y la danza también son realizadas principalmente en las comunidades de los pueblos bantúes de la región de los Grandes Lagos de África.

## Idioma
El árabe emiratí es una variable dialectal o dialecto del idioma árabe que se utiliza oficialmente en documentos de los Emiratos Árabes Unidos (EAU), y es la lengua usada por los habitantes de ese país.

## Nacionalidad
En los Emiratos Árabes Unidos es la "Ley de Nacionalidad Emiratí" la legislación que presenta la normativa legal sobre el otorgamiento y elegibilidad de la ciudadanía en dicha nación. Dicha ley enuncia que toda persona nacida en territorio emiratí adquiere la ciudadanía, mientras que en los casos de extranjeros rara vez se les concede la ciudadanía.

### Matrimonio
Una mujer extranjera casada con un hombre emiratí pueden obtener la ciudadanía, siempre que el matrimonio tenga una duración no menor de 3 años. La mujer pierde la ciudadanía si se divorcia y vuelve a contraer nupcias con un extranjero.

### Doble nacionalidad
En los Emiratos Árabes Unidos no se reconoce la doble nacionalidad.

### Pasaporte
El "Pasaporte Emiratí" se entrega a las personas que poseen la ciudadanía de los Emiratí para los viajes internacionales. Los Emiratos Árabes Unidos también emite pasaportes temporales, que pueden ser utilizados por las personas que no poseen la ciudadanía Emiratí. Sin embargo, este documento no puede ser usado para reclamar derecho de residencia en los Emiratos Árabes Unidos.